# José Ramón Bauzá
José Ramón Bauzá Díaz (Madrid, 16 de novembro de 1970) é um político espanhol. Foi Presidente do Governo das Ilhas Baleares entre 18 de junho de 2011 e 2 de julho de 2015. Em 2015, foi nomeado senador nas Cortes Gerais por designação do Parlamento das Ilhas Baleares.
Desde 2019, é eurodeputado no Parlamento Europeu pelo partido Cidadãos no âmbito do grupo Renovar a Europa.